# Hoplostethus
Genre
Les hoplostèthes (Hoplostethus) forme un genre de poissons de la famille des Trachichthyidés.

## Espèces

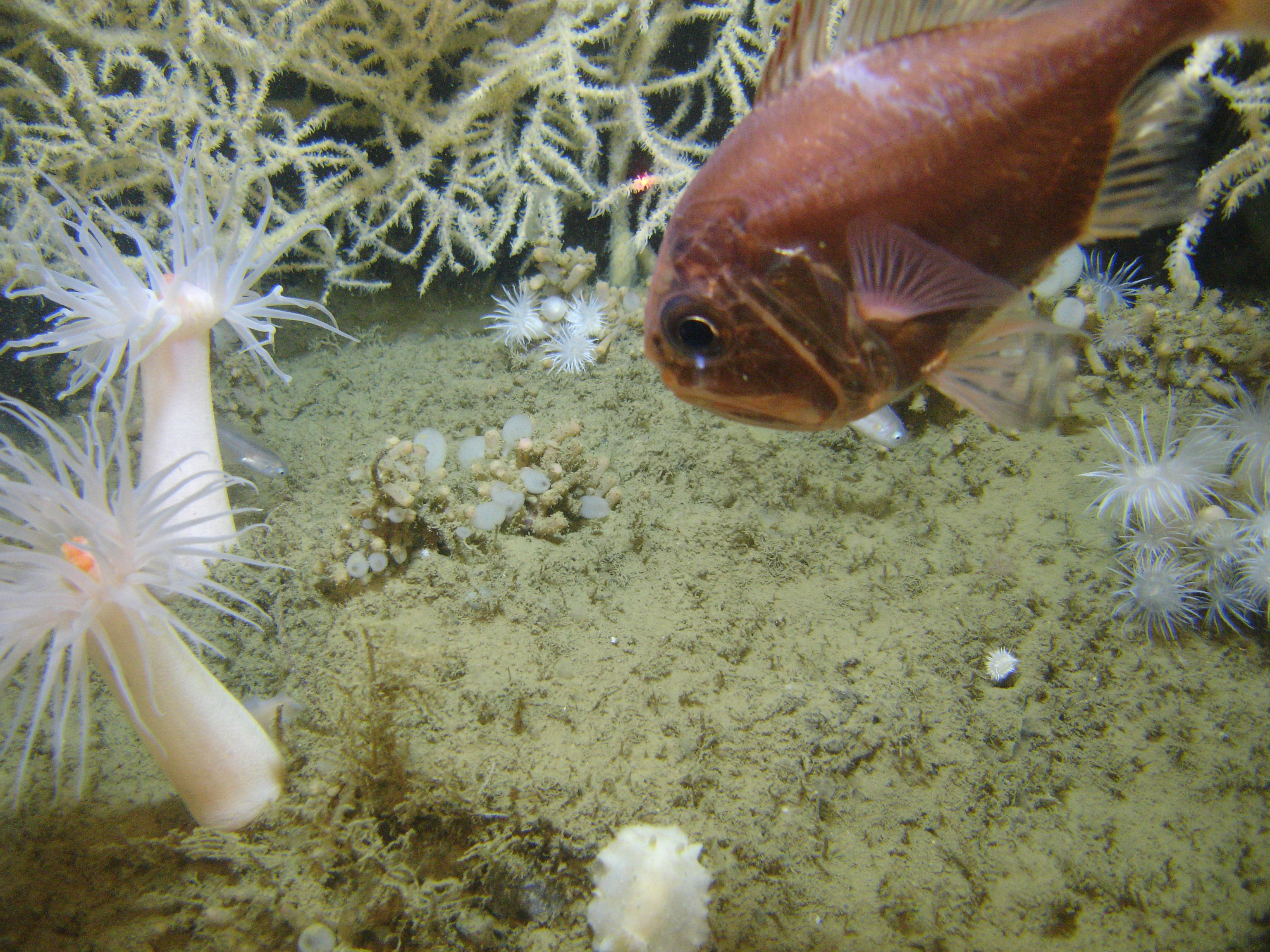
Hoplostethus occidentalis

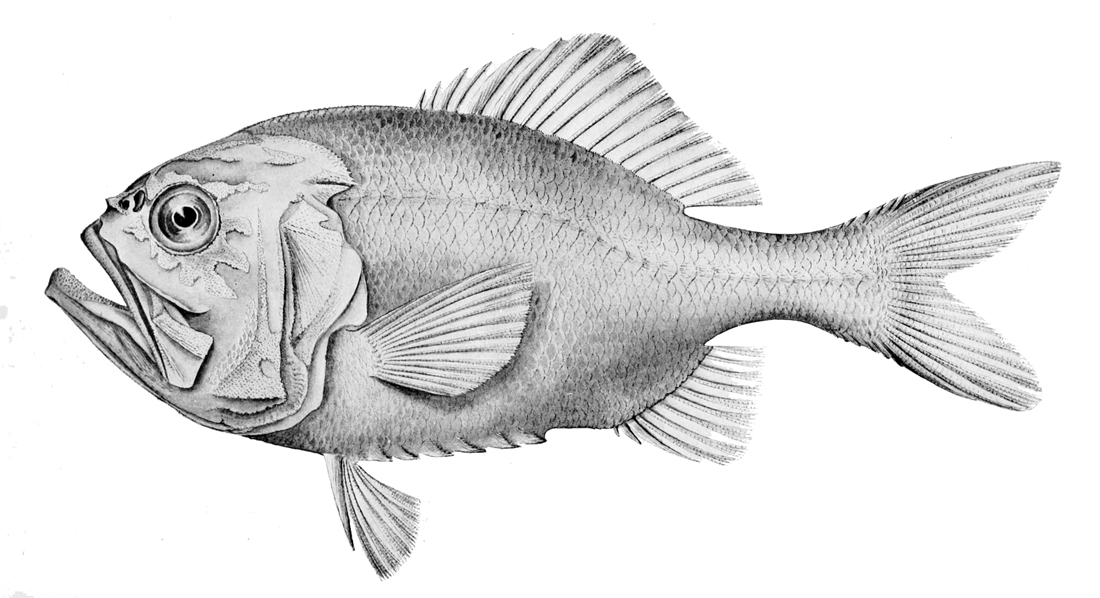
Hoplostethus gigas

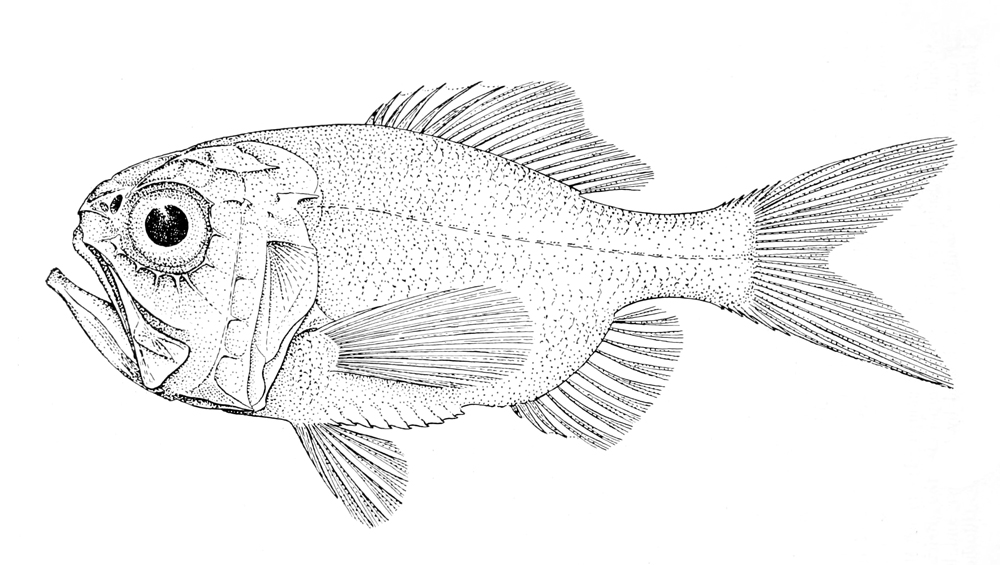
Hoplostethus intermedius

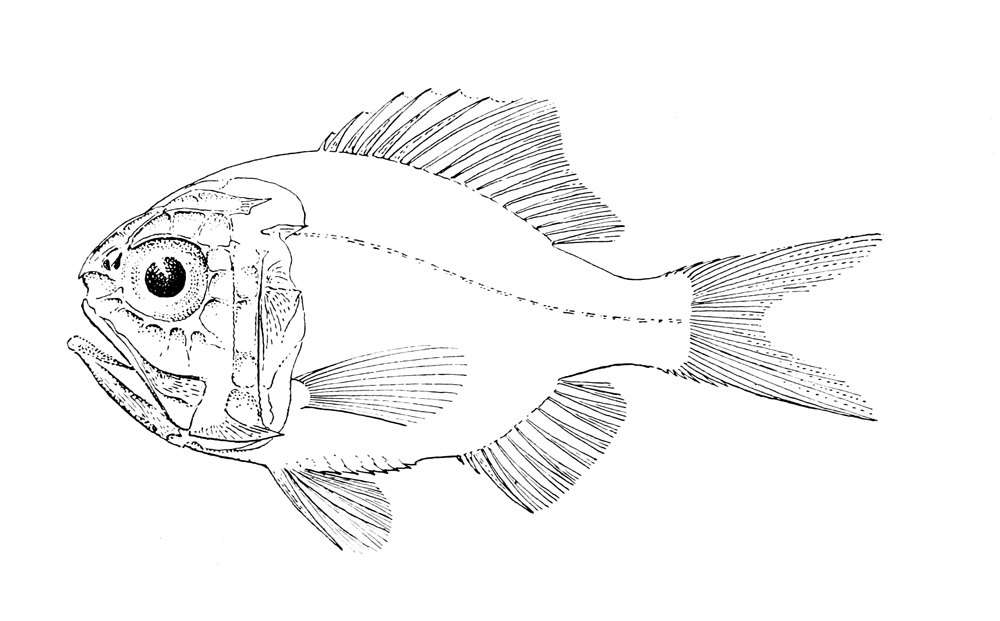
Hoplostethus latus

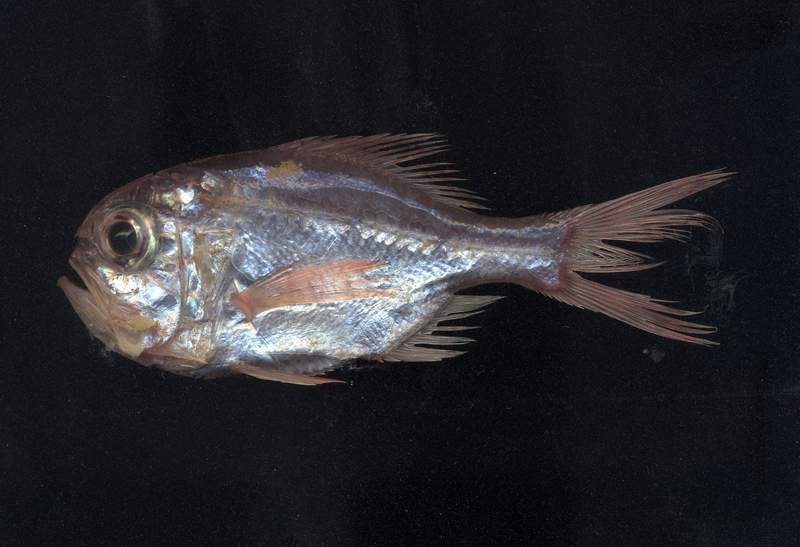
Hoplostethus mediterraneus mediterraneus

- Hoplostethus abramovi (Kotlyar, 1986)
- Hoplostethus atlanticus (Collett, 1889) - Hoplostèthe orange
- Hoplostethus cadenati (Quéro, 1974) -
- Hoplostethus confinis (Kotlyar, 1980)
- Hoplostethus crassispinus (Kotlyar, 1980)
- Hoplostethus druzhinini (Kotlyar, 1986)
- Hoplostethus fedorovi (Kotlyar, 1986)
- Hoplostethus fragilis (de Buen, 1959)
- Hoplostethus gigas (McCulloch, 1914)
- Hoplostethus intermedius (Hector, 1875)
- Hoplostethus japonicus (Hilgendorf, 1879)
- Hoplostethus latus (McCulloch, 1914)
- Hoplostethus marisrubri (Kotlyar, 1986)
- Hoplostethus mediterraneus
  - Hoplostethus mediterraneus mediterraneus (Cuvier, 1829)
  - Hoplostethus mediterraneus sonodae (Kotlyar, 1986)
  - Hoplostethus mediterraneus trunovi (Kotlyar, 1986)
- Hoplostethus melanopterus (Fowler, 1938)
- Hoplostethus melanopus (Weber, 1913) -
- Hoplostethus mento (Garman, 1899) -
- Hoplostethus metallicus (Fowler, 1938)
- Hoplostethus mikhailini (Kotlyar, 1986)
- Hoplostethus occidentalis (Woods, 1973)
- Hoplostethus pacificus (Garman, 1899) -
- Hoplostethus ravurictus (Gomon, 2008)
- Hoplostethus rifti (Kotlyar, 1986)
- Hoplostethus robustispinus (Moore y Dodd, 2010)
- Hoplostethus rubellopterus (Kotlyar, 1980)
- Hoplostethus shubnikovi (Kotlyar, 1980)
- Hoplostethus tenebricus (Kotlyar, 1980)
- Hoplostethus vniro (Kotlyar, 1995)